# Wolfgang Rosenfeldt
Wolfgang Rosenfeldt (* 12. Oktober 1935; † 11. Februar 2016) war ein deutscher Fußballspieler.

## Karriere
Rosenfeldt gehörte von 1954 bis 1960 Wacker 04 Berlin an, für den er in der seinerzeit zweitklassigen Vertragsliga Berlin aktiv war.
Zur Saison 1960/61 wechselte er zum Stadt- und Ligakonkurrenten Tasmania Berlin, mit dem er in der Folgesaison Meister wurde, wie auch 1964 nach dem Ende der ersten Saison in der umbenannten Regionalliga Berlin. Demzufolge nahm er auch mit der Mannschaft an der Aufstiegsrunde zur Bundesliga, der 1963 neu gegründeten und landesweit höchsten Spielklasse, teil. In der Gruppe 1, in der er in fünf von sechs Spielen zum Einsatz kam, setzte sich allerdings Borussia Neunkirchen auch gegenüber dem FC Bayern München und den FC St. Pauli durch.
Als Drittplatzierter der Folgesaison erfolgte dennoch die Aufnahme in die Bundesliga, da der Lokalrivale Hertha BSC, seit zwei Jahren in dieser spielend, aufgrund schwerer Verstöße gegen die Statuten vom DFB in die Regionalliga Berlin zurückgestuft wurde; zudem war bereits zuvor Tennis Borussia Berlin als Meister der Berliner Regionalliga 1964/65 in der Aufstiegsrunde gescheitert und der Spandauer SV, als Zweitplatzierter, verzichtete auf den Aufstieg.
Sein Bundesligadebüt bestritt er am 14. August 1965 (1. Spieltag) beim 2:0-Sieg im Heimspiel gegen den Karlsruher SC, dem ersten von lediglich zwei Siegen nach 34 Spieltagen. Seine einzigen beiden Tore waren die Anschlusstreffer zum jeweiligen 1:2 am 29. Januar 1966 (20. Spieltag) bei der 1:3-Niederlage im Auswärtsspiel gegen Borussia Dortmund und am 12. Februar 1966 (22. Spieltag) bei der 1:2-Niederlage im Auswärtsspiel gegen den FC Bayern München. Er gehörte als einer von 24 Spielern jenem Verein an, der bis heute als Sinnbild des erfolglosesten Vereins in der Bundesligageschichte gilt. Des Weiteren bestritt er für die Mannschaft sieben Spiele im DFB-Pokal-Wettbewerb, wobei ihm im Achtelfinale 1960/61 beim 4:1-Sieg gegen Altona 93 mit dem Treffer zum 3:1 in der 79. Minute sein einziges Tor gelang. International kam er 1961 als Angehöriger einer Berliner Auswahlmannschaft im Wettbewerb um den Messepokal zum Einsatz; unterlag jedoch bereits in der 1. Runde – nach Hin- und Rückspiel – mit 1:3 dem FC Barcelona, der den Wettbewerb gewann.
Zur Saison 1966/67 kehrte er zu Wacker 04 zurück und absolvierte zwei Spielzeiten in der Regionalliga Berlin, die er als Viert- bzw. Sechstplatzierter die Spielzeiten beendete.